# Mohammad Hossain
Mohammad Imam Hossain (bengalisch মোহাম্মদ ইমাম হোসেন Mohāmmad Imām Hosen; geb. 5. Januar 1984) ist ein ehemaliger bangladeschischer Sportschütze.
Er trat bei den Olympischen Sommerspielen 2008 in Peking an. Im Wettbewerb 10 m Luftgewehr erreichte er 581 Punkte und kam damit auf Platz 51.